# Купа на европейските шампиони 1956/57
Купата на европейските шампиони 1956/57 е 2-рото издание на турнира. 22 клубни отбора участват в него, в това число 21 национални шампиона от предходния сезон и носителя на трофея Реал Мадрид.
Участниците играят в чист турнирен формат със срещи на разменено гостуване (изключение: финалът) за короната на европейския клубен футбол. При равенство след двете срещи, се изиграва трети мач на неутрален терен. 12 отбора започват в предварителния кръг, останалите 10 стартират от осминафиналите.
Финалът се играе на 30 май 1957 г. на Сантяго Бернабеу в Мадрид пред 120.000 зрители. Реал Мадрид печели с 2:0 срещу Фиорентина и с това взема и втората си купа. Гомайстор става Денис Вайълет от Манчестър Юнайтед с 9 гола.

## Предварителен кръг
Първите срещи се състоят между 1 август и 20 септември, а реваншите са между 6 ои 30 септември 1956 г.
|                   | Общ резултат |                   | 1-ви мач | 2-ри мач |
| ----------------- | ------------ | ----------------- | -------- | -------- |
| Борусия Дортмунд  | 5:5          | Спора Люксембург  | 4:3      | 1:2      |
| Динамо Букурещ    | 4:3          | Галатасарай       | 3:1      | 1:2      |
| Слован Братислава | 4:2          | ЦВКС Варшава      | 4:0      | 0:2      |
| РСК Андерлехт     | 0:12         | Манчестър Юнайтед | 0:2      | 00:10    |
| Орхус             | 2:6          | Ница              | 1:1      | 1:5      |
| Порто             | 3:5          | Атлетико Билбао   | 1:2      | 2:3      |

### Трета среща
Срещата се състои на 16 септември 1956 г.
|                  | Резултат |                  |
| ---------------- | -------- | ---------------- |
| Борусия Дортмунд | 7:0      | Спора Люксембург |

## 1. Кръг
Първите срещи се състоят между 17 октомври и 22 ноември, а реваншите са между 8 ноември и 20 декември 1956 г.
|                   | Общ резултат |                        | 1-ви мач | 2-ри мач |
| ----------------- | ------------ | ---------------------- | -------- | -------- |
| Манчестър Юнайтед | 3:2          | Борусия Дортмунд       | 3:2      | 0:0      |
| ЦСКА София        | 10:4         | Динамо Букурещ         | 8:1      | 2:3      |
| Глазгоу Рейнджърс | 3:3          | Ница                   | 2:1      | 1:2      |
| Слован Братислава | 1:2          | Грасхопърс Цюрих       | 1:0      | 00:2(1)  |
| Реал Мадрид       | 5:5          | Рапид Виена            | 4:2      | 1:3      |
| Рапид ХК Хеерлен  | 3:6          | Цървена звезда Белград | 3:4      | 0:2      |
| Фиорентина        | 2:1          | Норшьопинг             | 1:1      | 1:0      |
| Атлетико Билбао   | 6:5          | Хонвед Будапеща        | 3:2      | 03:3(2)  |

### Трета среща
Срещите се състоят на 28 ноември и 12 секември 1956 г.
|             | Резултат |                   |
| ----------- | -------- | ----------------- |
| Ница        | 3:1      | Глазгоу Рейнджърс |
| Реал Мадрид | 2:0      | Рапид Виена       |

## Четвъртфинал
Първите срещи се състоят между 16 януари и 17 февруари, а реваншите са между 6 февруари и 14 март 1957 г.
|                        | Общ резултат |                   | 1-ви мач | 2-ри мач |
| ---------------------- | ------------ | ----------------- | -------- | -------- |
| Атлетико Билбао        | 5:6          | Манчестър Юнайтед | 5:3      | 0:3      |
| Фиорентина             | 5:3          | Грасхопърс Цюрих  | 3:1      | 2:2      |
| Реал Мадрид            | 6:3          | Ница              | 3:1      | 3:2      |
| Цървена звезда Белград | 4:3          | ЦСКА София        | 3:1      | 1:2      |

## Полуфинал
Първите срещи се състоят на 3 и 11 април, а реваншите са 18 и 25 април 1957 г.
|                        | Общ резултат |                   | 1-ви мач | 2-ри мач |
| ---------------------- | ------------ | ----------------- | -------- | -------- |
| Цървена звезда Белград | 0:1          | Фиорентина        | 0:1      | 0:0      |
| Реал Мадрид            | 5:3          | Манчестър Юнайтед | 3:1      | 2:2      |

## Финал
| 30 май 1957 |

| Фиорентина | 0 – 2 | Реал Мадрид                      |
| ---------- | ----- | -------------------------------- |
|            |       | ди Стефано 70' (дуз.) Дженто 76' |

| Сантяго Бернабеу, Мадрид 124 000 зрители Съдия: Леополд Силвен Хорн |

| КЕШ 1956/57             |
| ----------------------- |
| Испания                 |
| Реал Мадрид Втора титла |